# داروهای کاهنده فشار خون
داروهای کاهندهٔ فشارخون به داروهایی گفته می‌شود که برای  درمان فشارخون به‌کار می‌رود.
با توجه به مکانیسم‌های مختلفِ افزایش فشارخون، داروهای مقابله با افزایش فشارخون به چهار دستهٔ کلی تقسیم می‌شوند:
- انواع دیورتیک‌ها، مانند تیازیدها، فورزماید و اسپیرونولاکتون
- بلوک‌کننده‌های سمپاتیک، مانند داروهای بلوک‌کنندهٔ بتا (آتنولول) یا آلفابلوکرها (پرازوسین)
- شل‌کننده‌های عروق، مانند بلوک‌کنندهٔ کانال کلسیم (نیفدیپین) و نیتروپروساید سدیم
- مهارکننده‌های آنزیم مبدل آنژیوتانسین، مانند انالاپریل یا بلوک‌کننده‌های آنژیوتانسین، مانند لوزارتان.

## ادرارآورها
داروهای ادرارآور باعث افزایش دفع آب و نمک‌های محلول در خون و در نتیجه کاهش فشار خون می‌گردند.
- ادرارآورهای قوس هنله
- تیازیدها
- ادرارآور شبه تیازید
- ادارآورهای نگهدارنده پتاسیم

## مسدودکننده‌های کانال کلسیم
داروهای مسدودکننده کانال کلسیم از ورود کلسیم به سلول‌های ماهیچه‌ای رگ‌ها جلوگیری می‌کنند.
- دی‌هیدروپیریدین‌ها
- غیر دی‌هیدروپیریدین‌ها

## بازدارنده‌های آنزیم مبدل آنژیوتانسین
- کاپتوپریل
- انالاپریل
- فوزینوپریل
- لیزینوپریل
- موئکسی‌پریل
- پریندوپریل
- کوئیناپریل
- رامیپریل
- تراندولاپریل
- بنازپریل

## گیاهان مؤثر بر فشارخون
گیاهان زیر همه باعث کاهش فشار خون می‌شوند:
- عصاره سیر:عصاره سیر به دلیل داشتن اثرات شبه پروستاگلاندینی سبب کاهش مقاومت عروق، وازودیلاسیون عروق محیطی و در نتیجه کاهش فشار خون می‌شود. به نظر می‌رسد عصاره سیر با القای هایپرپلاریزاسیون، بازشدن کانال‌های پتاسیم و بسته شدن کانال‌های کلسیم سبب گشاد شدن عروق محیطی شده و نهایتاً فشار خون را کاهش می‌دهد.[۱][۲] عصاره این گیاه با افزایش تولید نیتریک اکسید موجب گشاد شدن عروق و کاهش فشار خون می‌گردد.[۱][۳] گروه‌های فنولی موجود در این عصاره مانند γ-Glutamylcysteine سبب مهار وابسته به دوز آنزیم Angiotensin Converting Enzyme) ACE) و کاهش فشار خون می‌شوند.[۲][۴][۵] توانایی سیر در کاهش فشار خون ممکن است به دلیل داشتن ترکیبات شیمیایی آدنوزینی یا توانایی آن در مهار آنزیم آدنوزین دآمیناز (آنزیم تخریب‌کننده آدنوزین به اینوزین) و در نتیجه تقویت اثرات آدنوزین بر قلب باشد. آدنوزین از مسیرهای متعددی از قبیل بهبود جریان بافتی و اثرات ضد التهابی موجب کاهش آسیب ایسکمی بر قلب می‌شود.[۶]
- قطره خوراکی لیموترش: ترکیبات ترپنی موجود در اسانس لیموترش از جمله لیمونن سبب کاهش فشار خون می‌شوند. لیمونن و متابولیتهای آن خاصیت گشادکنندگی عروق داشته و از این طریق نیز سبب کاهش فشار خون می‌شوند. تغییرات اکسیداتیو "LDL" توسط رادیکال‌های آزاد رویداد مهم اولیه در پاتوژنز آترواسکلروز است. اسانس لیموترش با داشتن ترکیباتی مانند سیترال، لیمونن و لینالول فعالیت آنتی اکسیدانی داشته و از این رو با جلوگیری از اکسیداسیون "LDL" از تشکیل پلاک در دیواره عروق و در نتیجه از بروز بیماری های قلبی عروقی و فشار خون جلوگیری می‌نماید.[۷][۸][۹][۱۰][۱۱][۱۲]
- عنّاب (jujube)
- گنه تلخه،
- برگ زیتون،
- شاه‌توت،
- سرخ ولیک،
- دُم آلبالو و دم گیلاس: این دو به‌عنوان دیورتیک و ادرارآور هم مطرح هستند.
- سیاه‌دانه
- چای ترش
- چای سبز

گیاهان زیر نیز باعث افزایش فشار خون می‌شوند:
- شیرین‌بیان: افزایش‌دهندهٔ فشارخون است. موادی دارد که خاصیت مینرالوکورتیکوئیدی دارند و نگهدارندهٔ آب و املاح در بدن هستند. در گذشته، پیش از مسافرت‌های طولانی به شترها شیرین‌بیان می‌دادند تا آب و املاح در بدن آن‌ها باقی بماند. از شیرین‌بیان در درمان زخم معده هم استفاده می‌شود، زیرا طبیعت گرم دارد.
- گل گاوزبان (Bourrache): با تحقیقات جدید صورت گرفته گل گاوزبان باعث افزایش فشار خون می‌شود و مصرف آن برای مبتلایان به فشار خون خطرناک است.

زرشک: 
اگر به شما بگوییم  گیاهانی وجود دارد که می تواند فشار خون، سلامت قلب را تقویت کند، روده و کبد شما را پاک می کند و شاید حتی از دیابت و سرطان جلوگیری کند؟  شما می توانید، به توصیه های این مطالب در مورد زرشک گوش فرا دهید :
زرشک: گیاه سلامتی قلب که روده، کبد و کیسه صفرا را پاک می کند.
زرشک گیاهی است که در مناطق کوهستانی رشد میکنه و دارای بیش از ۲۵۰۰ سال پیشینه میلاشد و برای خواص دارویی مورد استفاده قرار گرفته استایران بزرگترین تولید کننده زرشک در دنیا می باشد. زرشک بومی مناطق آسیا، آفریقا، مناطق معتدل و نیمه استوایی اروپا، آمریکای شمالی و آمریکای جنوبی است. این گیاه طرفداران زیادی در سراسر جهان دارد، به صورت مربای زرشک، سس زرشک، ترشی زرشک، کیک زرشک و آب زرشک مورد استفاده قرار می باشد و خواص درمانی زیاد در میوه و ریشه و گیاه زرشک و آب زرشک در درمان بسیاری از مشکلات و بیماری ها دارد.
به طور مثال: برگ‌های گیاه زرشک سرشار از ویتامین C است و خاصیت داروی ملین را دارد، میوه‌های آن ادرارآور و خلط‌آور است و برای خوشبو شدن دهان نیز استفاده می‌شود. پوسته، ریشه و ساقه آن تقویت‌کننده، ضدعفونی‌کننده، صفراآور، مدر و ملین است.
آب زرشک هم فواید زیادی در بدن انسان دارد که از مهم ترین فواید آن می توان به تاثیر آن بر سلامت قلب و عروق اشاره کرد. مصرف آب زرشک باعث تصفیه خون، بهبود فشار خون بالا، بیماری های قلبی (ischemic) و نامنظمی ضربان قلبی می شود.
غرغره کردن آب زرشک، آنژین، گلو درد و آسم را برطرف کرده و دهان را ضد عفونی و زخم های گلویی را رفع می کند.
میوه زرشک اثر تصفیه کننده و ضدعفونی کننده خون، منقبض کننده عروق، پایین آوردن تب، کاهش تورم و فشارخون، تنظیم و ضربان عضلات قلب دارد. و این میوه حساسیت سلول‌ها در برابر کلسیم را افزایش داده و در انقباض عضلات مؤثر خواهد بود.